# Chiesa di San Nazario (Lugano)
La chiesa di San Nazario è un edificio religioso che si trova a Dino, frazione di Lugano, in Canton Ticino.

## Storia
La costruzione viene citata per la prima volta in documenti storici che risalgono al 1146, anche se venne più volte rimaneggiata nel corso del tempo. Il campanile probabilmente risale all'XI secolo.

## Descrizione
La chiesa si presenta con una pianta ad unica navata coperta da una volta a botte e da una cupola. Lungo la navata si sono conservati dei frammenti di affreschi risalenti al XII secolo.

## Galleria d'immagini

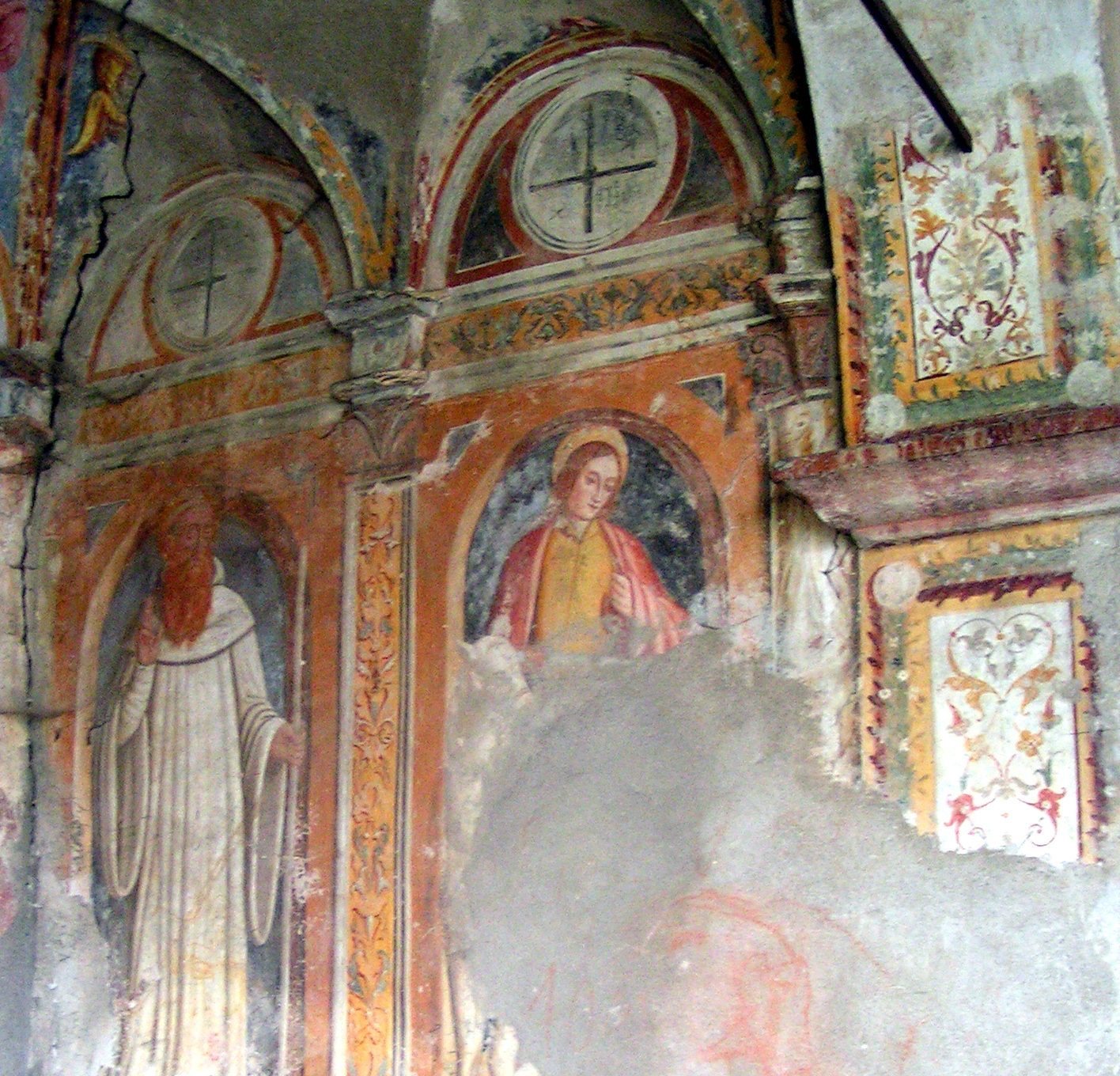
Portico esterno: affreschi del secolo XVI
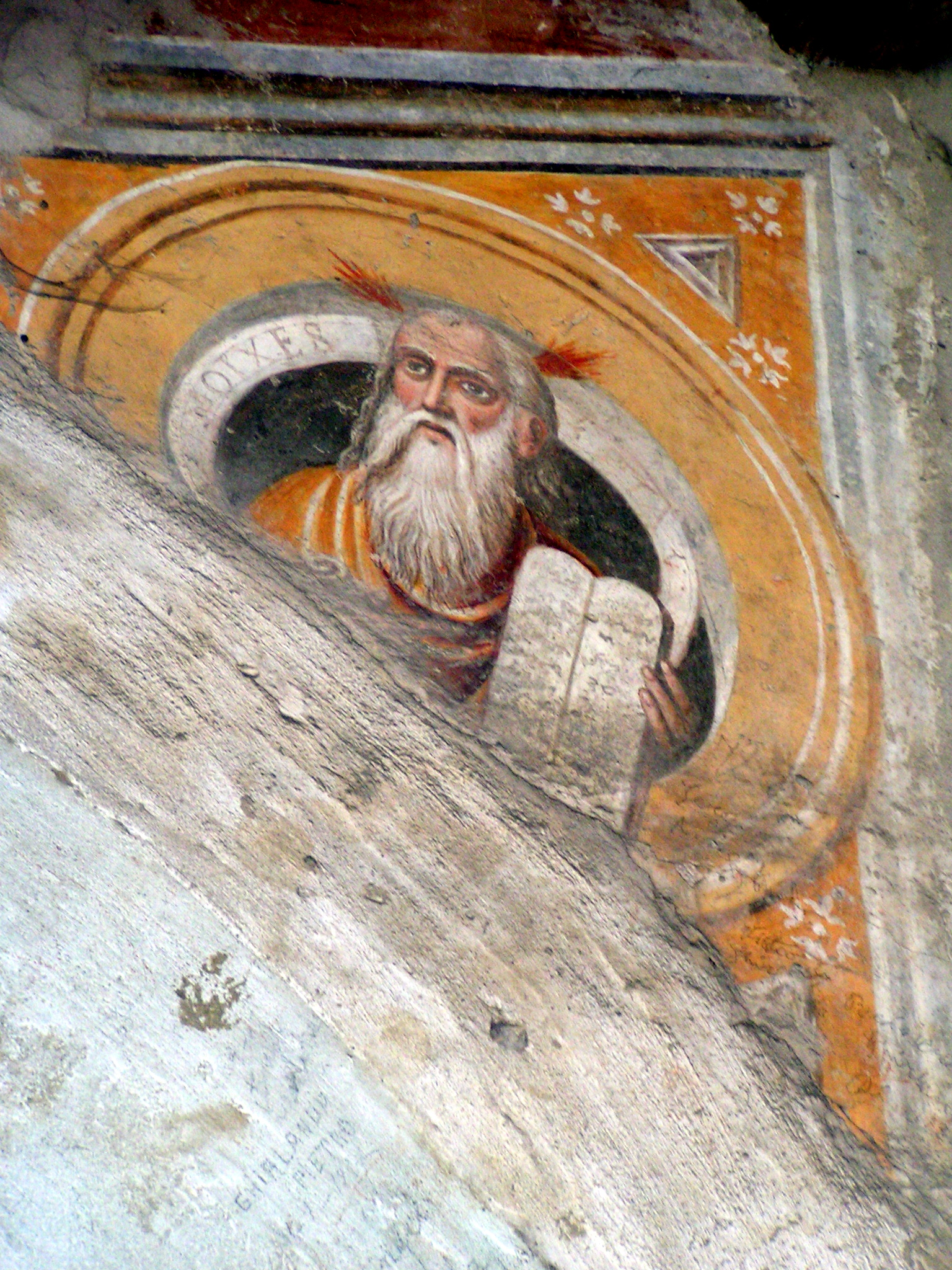
Portico esterno: il profeta Mosè (dettaglio)
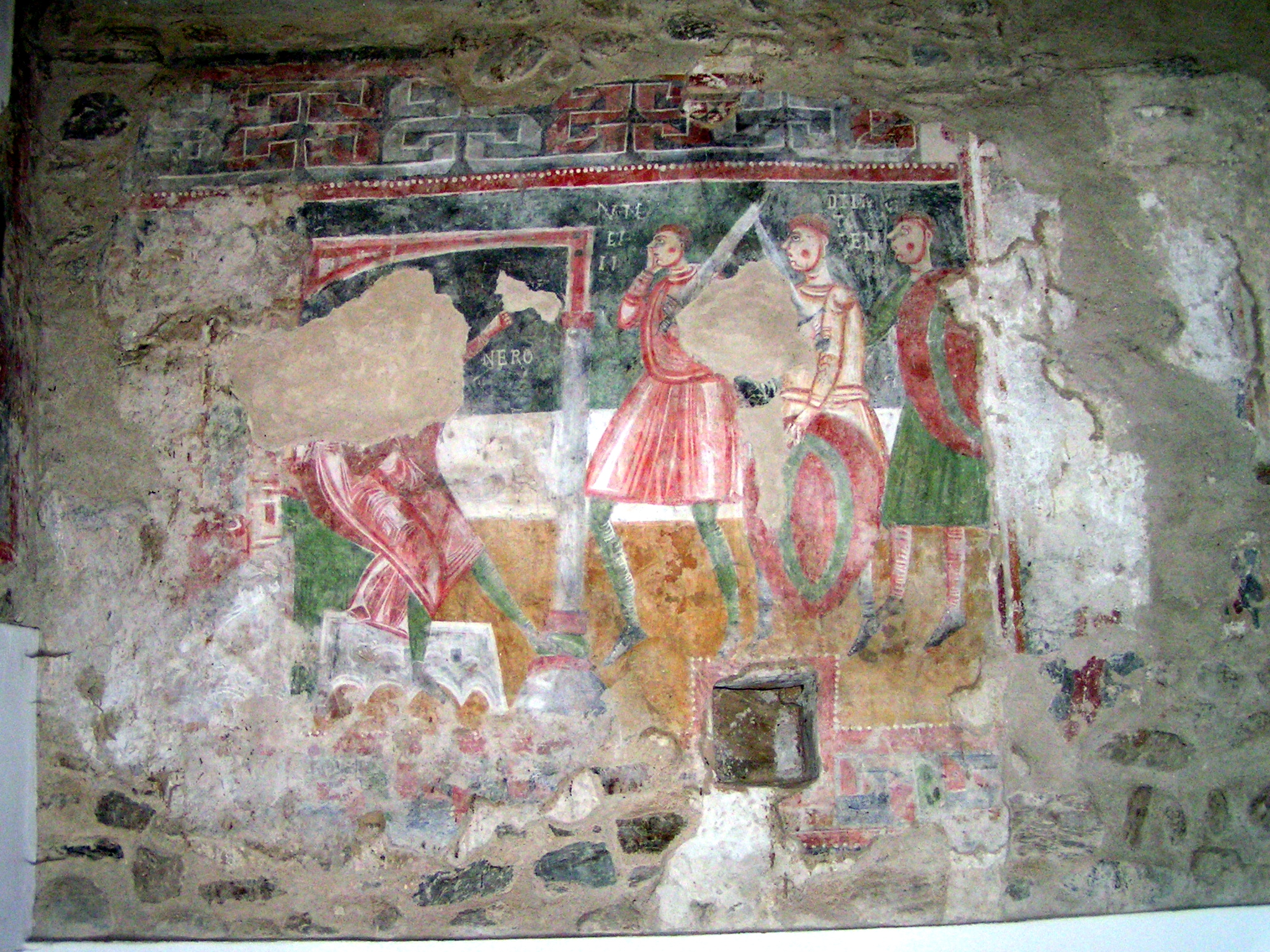
Affresco romanico: l'imperatore Nerone e soldati
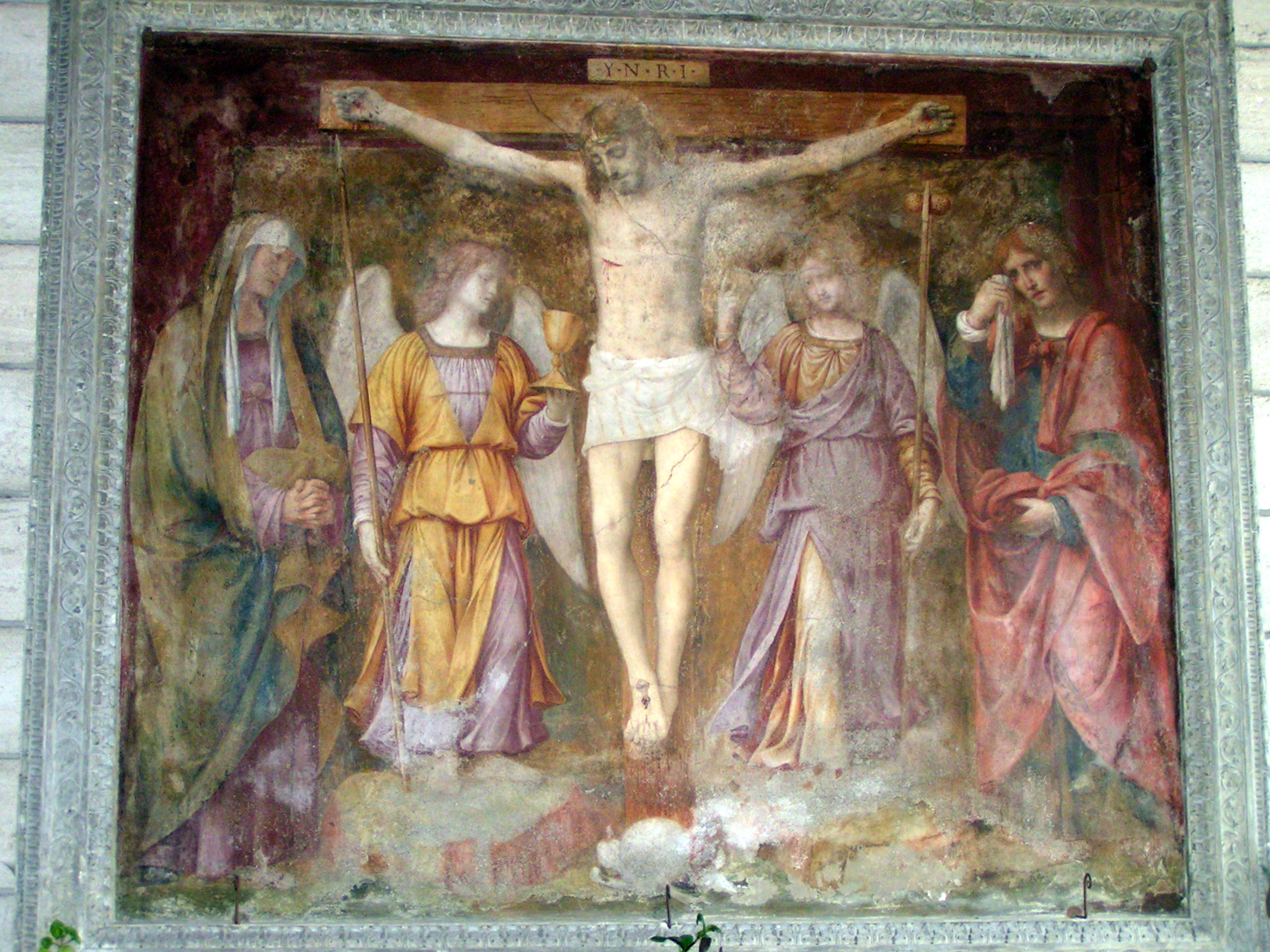
La Crocefissione, opera attribuita a Bernardino Luini
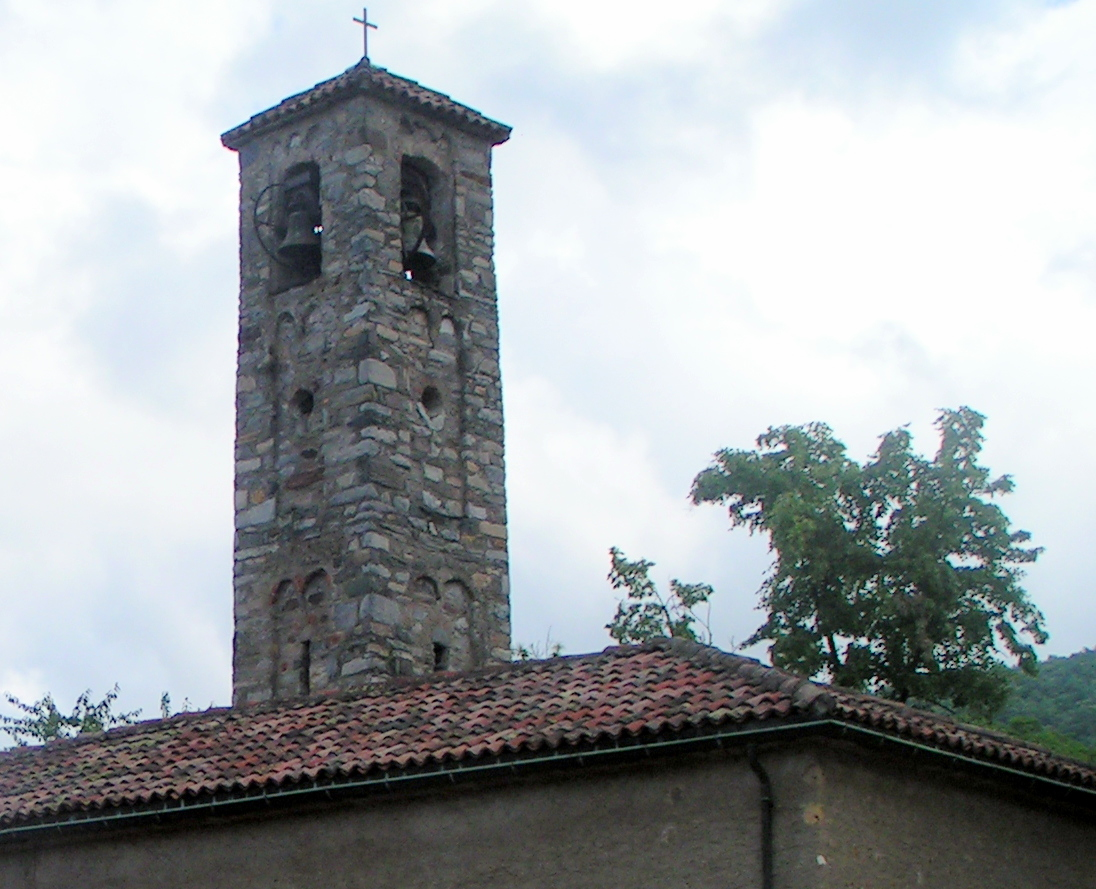
Campanile romanico